# Mozena lunata
Mozena lunata är en insektsart som först beskrevs av Hermann Burmeister 1835.  Mozena lunata ingår i släktet Mozena och familjen bredkantskinnbaggar.

## Underarter
Arten delas in i följande underarter:
- M. l. lunata
- M. l. rufescens